# اسکار اوپازو
اسکار اوپازو (اسپانیایی: Óscar Opazo‎؛ زادهٔ ۱۸ اکتبر ۱۹۹۰) بازیکن فوتبال اهل شیلی است.

## باشگاهی
از باشگاه‌هایی که در آن بازی کرده‌است می‌توان به باشگاه فوتبال کولو-کولو اشاره کرد.

## تیم ملی
وی همچنین در تیم ملی فوتبال شیلی بازی کرده‌است.